# Piñata (álbum de Freddie Gibbs e Madlib)

Piñata é o primeiro álbum de estúdio colaborativo do rapper americano Freddie Gibbs e do produtor musical Madlib, também conhecido como MadGibbs . O álbum foi lançado em 18 de março de 2014, pela Madlib Invazion. Totalmente produzido por Madlib, conta com participações de Raekwon, Earl Sweatshirt, Danny Brown, Domo Genesis, Scarface, BJ the Chicago Kid, Ab-Soul, Casey Veggies, Meechy Darko e Mac Miller, entre outros.
Piñata foi precedida por três EPs, incluindo Thuggin (2011), Shame (2012) e Deeper (2013).. Recebeu grande aclamação da crítica e estreou no número 39 na Billboard 200 dos EUA, com vendas de 9.000 cópias na primeira semana nos Estados Unidos.

## Fundo
Vou te contar a verdade, cara. Eu sonhei, cachorro, que tinha um bebezinho. O aniversário do bebezinho estava aqui e merda. Você sabe que eu gosto de garotas latinas e essas coisas, cara. Quero dizer que todas as minhas garotas falam espanhol e essas coisas. De qualquer forma, o bebê provavelmente seria um negro mexicano ou algo assim. Então era como um bebezinho mexicano e tal. Aquele cara queria uma piñata, cara, no sonho, cara. Não sei. Devo ter cozinhado alguma droga ou alguma merda naquela semana, porque o cara começou a bater na piñata, e não era merda, mas droga caindo da piñata. Eu estava tipo, "Droga, cara." Eles eram apenas crianças brincando com drogas. Eles estavam apenas brincando com a droga. Eram crianças de quatro anos que se drogavam com piñatas. Não sei. Foi um sonho louco. Então, acabei de chamar essa merda de “Cocaína Piñata”.

—Freddie Gibbs, falando em abril de 2013, com HipHopDX sobre como ele surgiu com o título original do álbum, "Cocaine Piñata".
Em um comunicado à imprensa, Freddie Gibbs descreveu Piñata como "um filme de gangster Blaxploitation em cera. Vou mostrar a vocês minhas falhas, vou mostrar o que fiz de errado e no que estraguei... eu não' Não me arrependo de nada, mas vou mostrar a vocês as coisas das quais não tenho orgulho. Estou prestes a mostrar aos manos como fazer rap novamente.  Além disso, Madlib disse: "Meu material, não é totalmente quantizado... tem uma sensação mais humana, então pode desacelerar ou acelerar. Então você tem que ser o tipo de rapper, como [MF Doom] ou Freddie, quem consegue entender isso, senão você vai parecer maluco". 
Em fevereiro de 2014, a tracklist e a capa do álbum foram divulgadas. A arte da capa mostra Gibbs vestindo um agasalho esportivo preto da Adidas e passeando em um parque do bairro, com uma borda com estampa de zebra ao redor da imagem.  Em uma entrevista de março de 2014 para a Rolling Stone, Madlib falou sobre como eles começaram a trabalhar no álbum, dizendo: "Eu o conheci através de Ben Lambo. Ele trabalhava no Stones Throw. Ouvi um pouco de um álbum anterior com Jeezy nele. [ Cold Day in Hell de Gibbs]. E Lambo queria ver se ele poderia fazer algo diferente em relação ao meu estilo de batidas. Foi aí que tudo começou... Eu tinha entregado mais de oito CDs de música para ele, e apenas deixei ele escolher. qualquer coisa que ele pudesse vibrar, eu não fiz nada de especial, apenas deixei ele escolher coisas que ele pudesse escrever. tenho que contar a ele, mas era isso que ele queria registrar."  Ele também falou sobre como eles gravaram o álbum separadamente, dizendo: "Não, ele gravou os vocais sozinho. Tipo, eu entreguei a ele todos os CDs, e ele escolheu todas as batidas que queria, gravou-as em no estúdio dele, então ele me entregou, então nós terminamos. Eu adicionava pequenas coisas, como esses refrões. Isso é o que geralmente acontece: eu deixo eles gravarem o que quiserem, então eu adiciono coisas conforme necessário depois disso, como. trompas extras ou algo assim… Geralmente estou trabalhando em outras coisas, entende o que quero dizer, não tenho tempo para sentar aí e treinar alguém que já sabe o que fazer, e esse é o tipo de pessoa com quem costumo trabalhar? … Não quero ficar sentada aí como uma babá."  Gibbs também falou sobre como o álbum foi gravado ao longo de 3 anos, dizendo: "Nós dois caras diferentes, cara. Eu ainda estava nas ruas quando comecei aquele álbum. Eu estava, então não estava. Você Mas posso dizer a progressão no álbum. Você pode dizer os diferentes lugares em que estou, porque fiz isso ao longo de três anos, apresentando as ideias e conceitos." 

## Slinges
O primeiro single do álbum, " Thuggin' ", foi lançado em 21 de novembro de 2011.  O segundo single do álbum, " Shame ", foi lançado em 22 de junho de 2012. A canção conta com a participação de BJ the Chicago Kid .  O terceiro single do álbum, " Deeper ", foi lançado em 3 de setembro de 2013. 

### Listas de fim de ano
| Publication   | List                           | Rank | Ref.   |
| ------------- | ------------------------------ | ---- | ------ |
| Billboard     | Ten Best Rap Albums of 2014    | 10   | [ 8 ]  |
| Complex       | 50 Best Albums of 2014         | 33   | [ 9 ]  |
| Consequence   | Top 50 Albums of 2014          | 10   | [ 10 ] |
| Pitchfork     | The Best Albums of 2014        | 43   | [ 11 ] |
| Rolling Stone | 40 Best Rap Albums of 2014     | 6    | [ 12 ] |
| Spin          | 40 Best Hip-Hop Albums of 2014 | 3    | [ 13 ] |
| Stereogum     | 40 Best Rap Albums of 2014     | 5    | [ 14 ] |
| Vibe          | 46 Best Albums of 2014         | 22   | [ 15 ] |
| The Wire      | Releases of the Year 1–50      | 27   | [ 16 ] |

## Desempenho comercial
Piñata estreou na posição 39 na Billboard 200 dos EUA, com vendas de 9.000 cópias na primeira semana nos Estados Unidos. 

## Lista de músicas
Todas as faixas produzidas por Madlib . 
| Piñata track listing |                                                                                                |         |  |
| N.º                  | Título                                                                                         | Duração |  |
| 1.                   | "Supplier"                                                                                     | 0:48    |  |
| 2.                   | "Scarface"                                                                                     | 2:06    |  |
| 3.                   | "Deeper"                                                                                       | 3:19    |  |
| 4.                   | "High" (featuring Danny Brown)                                                                 | 2:57    |  |
| 5.                   | "Harold's"                                                                                     | 2:49    |  |
| 6.                   | "Bomb" (featuring Raekwon)                                                                     | 3:43    |  |
| 7.                   | "Shitsville"                                                                                   | 3:31    |  |
| 8.                   | "Thuggin'"                                                                                     | 3:46    |  |
| 9.                   | "Real"                                                                                         | 3:34    |  |
| 10.                  | "Uno"                                                                                          | 2:47    |  |
| 11.                  | "Robes" (featuring Domo Genesis and Earl Sweatshirt)                                           | 5:04    |  |
| 12.                  | "Broken" (featuring Scarface)                                                                  | 4:08    |  |
| 13.                  | "Lakers" (featuring Ab-Soul and Polyester the Saint)                                           | 4:30    |  |
| 14.                  | "Knicks"                                                                                       | 3:39    |  |
| 15.                  | "Shame" (featuring BJ the Chicago Kid)                                                         | 3:03    |  |
| 16.                  | "Watts" (featuring Big Time Watts)                                                             | 1:55    |  |
| 17.                  | "Piñata" (featuring Domo Genesis, G-Wiz, Casey Veggies, Sulaiman, Meechy Darko and Mac Miller) | 8:33    |  |
| Duração total:       | Duração total:                                                                                 | 60:13   |  |

| Best Buy deluxe edition (bonus tracks) |                     |         |  |
| N.º                                    | Título              | Duração |  |
| 18.                                    | "Deep"              | 2:03    |  |
| 19.                                    | "Cold in the Blvd." | 1:19    |  |
| 20.                                    | "Terrorist"         | 1:12    |  |
| 21.                                    | "The Morning After" | 2:52    |  |

| Deluxe edition (bonus tracks) |                            |         |  |
| N.º                           | Título                     | Duração |  |
| 18.                           | "City"                     | 2:06    |  |
| 19.                           | "City" (instrumental)      | 2:07    |  |
| 20.                           | "Deep"                     | 2:08    |  |
| 21.                           | "Deep" (instrumental)      | 2:03    |  |
| 22.                           | "Cold in the Blvd."        | 1:19    |  |
| 23.                           | "Riot Call"                | 2:07    |  |
| 24.                           | "Terrorist"                | 1:12    |  |
| 25.                           | "Terrorist" (instrumental) | 1:12    |  |
| Duração total:                | Duração total:             | 177:00  |  |

Créditos de amostra
- "Deeper" contém uma amostra de "A Fool for You", escrita por Curtis McCormick, interpretada pelos Ledgends.
- "Thuggin' " contém uma amostra de "Way Star", escrita por Joachim Sherylee, interpretada por Rubba.

## Pessoal
Créditos para Piñata adaptados do AllMusic . 
 Ab-Soul – artista em destaque
Eothen Alapatt – produtor executivo
Peter Beste – foto da capa
BJ the Chicago Kid – artista em destaque
Archibald Bonkers – produtor executivo
Glenn "G-Wiz" Browder – engenheiro
Danny Brown – artista em destaque
Casey Veggies – artista em destaque
Dave Cooley – masterização, mixagem
Meechy Darko – artista em destaque
Josh Fadem – engenheiro
Domo Genesis – artista em destaque
Freddie Gibbs – artista principal, autor de citações, rap
G-Wiz – artista em destaque
Kelly Hibbert – masterização, mixagem
Otis "Madlib" Jackson – beats, artista principal, produtor
Brad "Scarface" Jordan – artista convidado
Ben "Lambo" Lambert – produtor executivo
Malcolm "Mac Miller" McCormick – artista em destaque
Henoch Moore – coordenação de produção
Poliéster, o Santo – artista em destaque
Raekwon – artista em destaque
Matthew Scott – fotografia
Sulaiman – artista em destaque
Earl Sweatshirt – artista em destaque
Big Time Watts – artista em destaque

## Gráficos
| Chart (2014)                                  | Peak position |
| --------------------------------------------- | ------------- |
| Reino Unido (UK R&B Albums Chart)             | 16            |
| Estados Unidos (Billboard 200)                | 39            |
| Estados Unidos (Billboard Independent Albums) | 6             |
| Estados Unidos (Top R&B/Hip Hop Albums)       | 11            |
| Estados Unidos (Top Rap Albums)               | 7             |

| Chart (2014)                          | Position |
| ------------------------------------- | -------- |
| US Top R&B/Hip-Hop Albums (Billboard) | 95       |